# Convent
Ne pas confondre Convent et Coven.
Le terme convent, dérivé du latin conventus, a d'abord été utilisé dans le sens de « congrès » et « assemblée » dans les milieux maçonniques.

## Utilisation du terme

### En France
En France, depuis la première assemblée générale des ateliers du Grand Orient de France, convoquée par le prince Lucien Charles Joseph Napoléon Murat en 1854, le terme désigne plus spécifiquement les assemblées générales annuelles des représentants (appelés « députés ») des ateliers.
En France, les convents de chaque obédience sont généralement des assemblées annuelles où les représentants des loges forment une assemblée « législative » aux pouvoirs étendus. Cette assemblée qui forme un convent souverain décide de tout ce qui intéresse l’obédience (constitution, règlement, direction).

### Pays anglo-saxons
Les loges anglo-saxonnes utilisent le terme de Communication, quelques loges américaines celui de Convention. Utilisé tout d'abord dans le sens général d'un « congrès maçonnique », il prend le sens d'une assemblée générale d'une obédience maçonnique plus récemment.

## Note
Le terme ne doit pas être confondu avec les réunions modernes du néo-paganisme, en particulier de la wicca, qui se nomment coven. Le terme anglais convent désigne un couvent.

## Convents célèbres
Le convent de Wilhelmsbad en 1782.